# Pałac Wodzickich w Kościelnikach
Pałac Wodzickich – zabytkowy pałac w Krakowie, w dzielnicy XVIII, w dawnej wsi Kościelniki przy ul. Dybowskiego 2.

## Historia
Pierwszym właścicielem posiadłości był wojewoda Stanisław Lubomirski. Następnie trafiła w ręce kapituły krakowskiej, a później rodziny Morstinów. Stefan Morstin zlecił w 1708 roku budowę piętrowego barokowego pałacu pośrodku dawnego założenia obronnego według projektu Józefa Pioli. Pod koniec XVIII wieku kolejny z właścicieli, Eliasz Wodzicki, przeprowadził przebudowę pałacu w duchu klasycyzmu. Od 1773 roku do zakończenia II wojny światowej zespół pałacowy należał do rodu Wodzickich. Na wakacje do pałacu przyjeżdżał Wojciech Bogusławski, w odwiedziny do swojej babki. Pałac odwiedził także król Stanisław August Poniatowski, gdzie spotkał się ze swą siostrą, Izabellą Poniatowską, a jego wizyta została upamiętniona pomnikiem-fontanną, ufundowanym przez Eliasza Wodzickiego. Ojciec Jana Matejki, Franciszek Ksawery Matejko nauczał muzyki w pałacu.
Po upadku powstania warszawskiego Wodziccy urządzili w pałacu szpital dla uchodźców z Warszawy. Pod koniec stycznia 1945 roku Wodziccy opuścili swój majątek w Kościelnikach, po nich przyszli żołnierze Armii Czerwonej, którzy podczas półrocznego stacjonowania w pałacu zniszczyli pozostałe wyposażenie oraz ścięli drzewa porastające pałacowy park. W 1998 roku majątek został zwrócony Wodzickim. Właścicielem zostali Zofia i Iwo Nowina Konopka. W kwietniu 2020 roku pałac wraz z działką został sprzedany osobie prywatnej.

## Architektura
Piętrowy pałac wybudowany na planie litery H, kryty dachem czterospadowym. Po bokach skrzydła wysunięte przed front (alkierze). W centralnej części portyk z czterema kolumnami jońskimi zwieńczony trójkątnym frontonem z herbami: Leliwa rodziny Wodzickich (po lewej) i Pilawa (po prawej).
Pałac w czasach świetności był otoczony tarasowymi ogrodami z sadzawkami i kanałami wodnymi, w parku znajdowały się altany, oranżeria, kaplica oraz oficyny. W parku znajdował się pomnik-fontanna o wysokości 4 m w formie kamiennego wazonu z dwoma uchami z brązu, po bokach umieszczono dwie inskrypcje: jedna dotyczy spotkania króla Stanisława Augusta Poniatowskiego z carycą Katarzyną w Kaniowie, a druga wspomina o spotkaniu króla z siostrą w Kościelnikach. Zachowały się detale fontanny, w tym owe fragmenty z inskrypcjami. Budynek pałacu po II wojnie światowej zaczął popadać stopniowo w ruinę, zrujnowana jest także oficyna zachodnia.

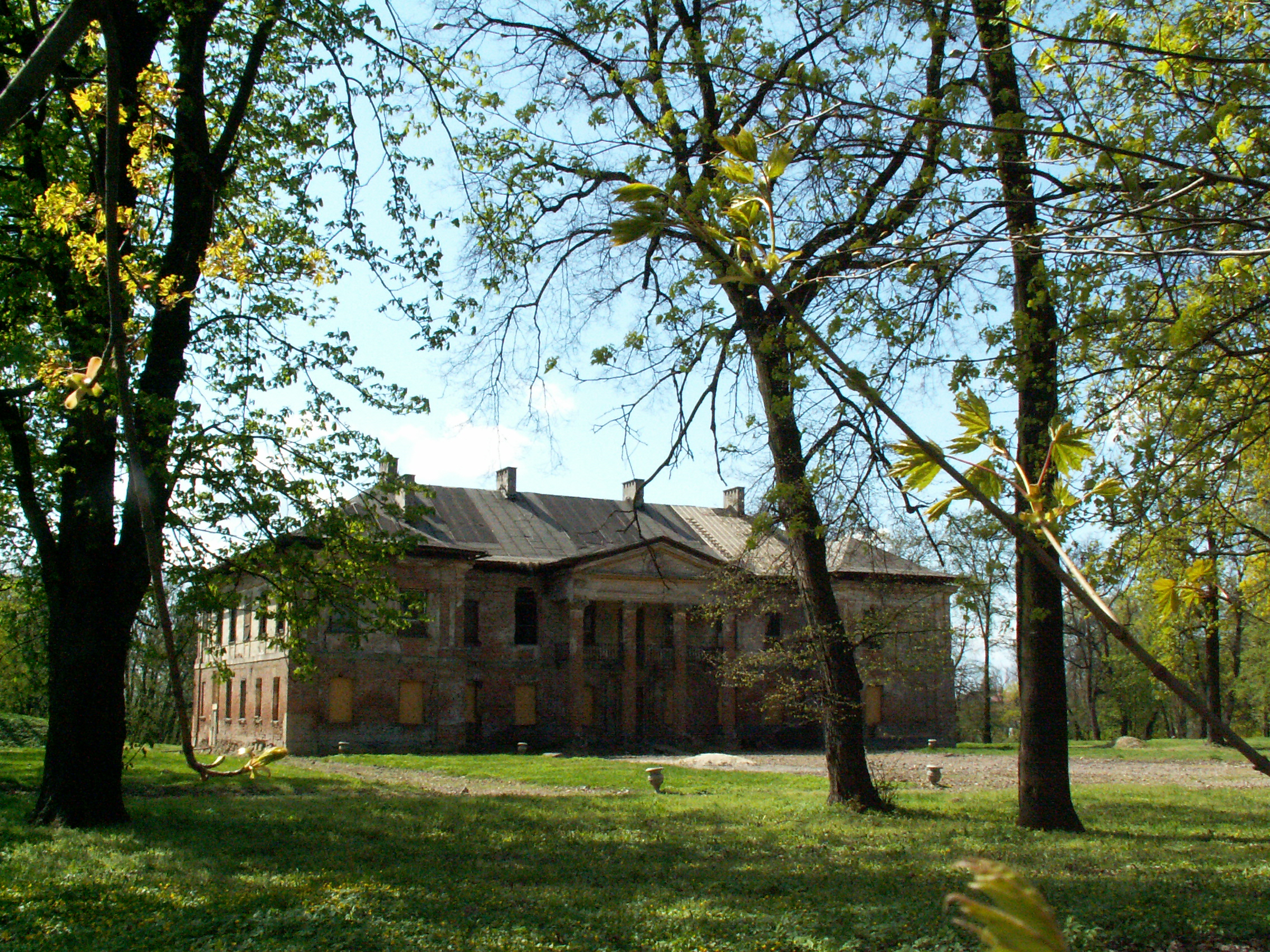
Widok od frontu.
Herb Leliwa  Wodzickich
Herb Pilawa
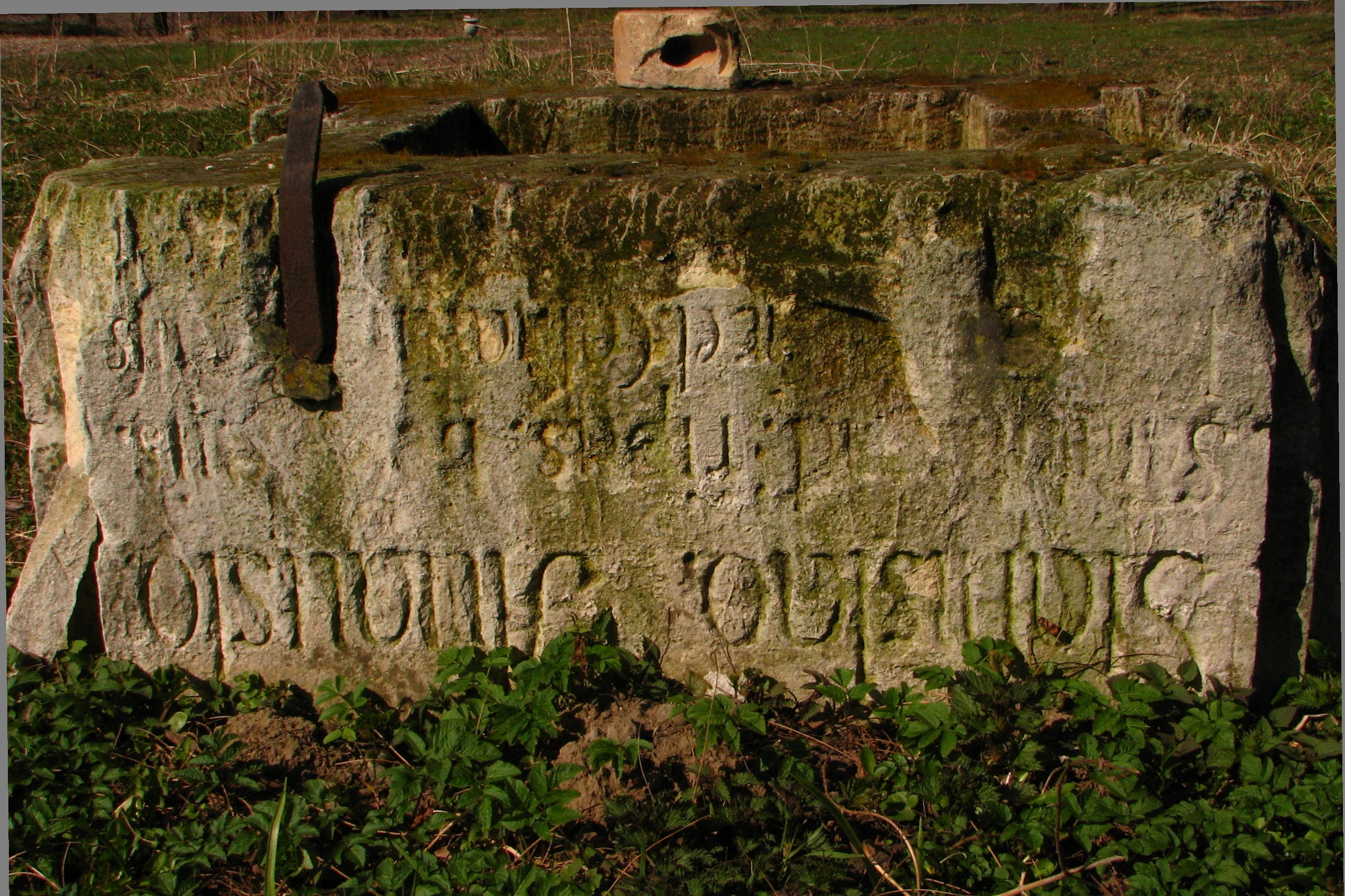
Na fontannie łac. inskrypcją o królu Stanisławie Auguście.